# Куряж (река)
Куряж — малая река (ныне ручей) в Харьковском районе Харьковской области.
Протекает в балке Куряжанка; координаты 50,0385° с. ш. — 36,0608° в. д. Ручей является левым притоком реки Уды (бассейн реки Дон).

## Описание
Длина реки примерно 6 км 780 м, кратчайшее расстояние между истоком и устьем — 5,31 км, коэффициент извилистости реки — 1,28.

## Течение и гидрология
Берёт начало несколько севернее села Куряжанка, на опушке Дергачёвского лесного массива. Само село Куряжанка находится на левом берегу речки; в селе имеется запруда и ставок, ныне почти пересохший.
Течёт река (ныне пересыхающий ручей) преимущественно на юго-запад, — через сёла Солоницевку (правый берег), Подворки (оба берега) Дергачёвского района, и в селе Надточии Харьковского района впадает в реку Уды, правый приток Северского Донца.
В Подворках (бывшем хуторе Куряж) ниже бывшей территории Старохарьковского монастыря РПЦ, существовавшего с 1663 по 1920 год, имеются на реке два озера (одно из них на частной территории) и шесть источников питьевой воды, три из которых — лечебные. Самым большим является целебный источник святого Онуфрия Великого, перед которым установлен поклонный крест и над которым установлена деревянная часовня. Следующие источники питают реку Куряж:
- источник, находящийся на месте разрушенного дореволюционного православного храма Онуфрия Великого;
- источник от внутренних болезней, вытекающий из-под алтаря современной православной часовни Онуфрия Великого;
- источник от женских болезней (под горой);
- источник от глазных болезней (находится в деревянном колодце; от этой воды прозрел писатель Григорий Квитка-Основьяненко[2]);
- источник посередине верхнего пруда (в бетонном колодце);
- источник в русле реки Куряж на трассе Р-46 Харьков—Сумы (с резными иконами).

Пять первых источников расположены на левом берегу реки Куряж, последний — в русле.
В том же селе Подворки реку пересекают автотрасса Р46 Харьков—Сумы и железная дорога Харьков—Золочев. Река проходит под землёй в трубе под автотрассой, искусственной насыпью и железной дорогой.
На правом берегу реки на расстоянии примерно полутора км расположена станция Куряж Южной железной дороги.

## География
- На расстоянии 1,65 км от реки, по её правому берегу, выше посёлка Солоницевка расположен мемориальный комплекс «Высота маршала Конева». В конце августа 1943 года там в ходе освобождения города Харькова от немецкой оккупации располагался командный пункт командующего фронтом маршала Ивана Степановича Конева[3]
- На левом, высоком, берегу реки в селе Подворки (бывший Куряж (хутор) в период с 1663 по 1920 год располагался православный мужской Старохарьковский Куряжский монастырь. В летнее время в монастыре находилась чудотворная Озерянская икона Божией матери. После Октябрьского переворота 1917 года монастырь был закрыт.[4][5]
- С 1924 года по 2018 год на территории бывшего монастыря действовала Куряжская воспитательная колония для несовершеннолетних имени А. М. Горького (в 1920-х — коммуна для беспризорников), с 1930-х имени учёного-педагога А. С. Макаренко, который её возглавил в 1926 году.[5][2] С 2021 года монастырь возрождается, в нём иногда проводятся службы.

## История
- 13 августа 1943 года советская разведгруппа В. А. Завертяева в составе 34 человек, действуя в районе оккупированной нацистами Куряжанки, вела разведку в полосе действий своей 84-й дивизии. В этот день в балке Куряж данная разведгруппа наткнулась на находившихся на привале немцев силою до двух рот. Охватив балку полукольцом, Завертяев скомандовал открыть огонь. Застигнутые врасплох, немцы не успевали даже изготовиться для ведения огня и падали, сражённые очередями разведчиков. В этом бою советскими воинами было уничтожено до 150 солдат и два офицера нацистов.[6][7]